# HEW Cyclassics 2003
La 8e édition de la HEW Cyclassics a eu lieu le 2 août 2003. Il s'agit de la 6e épreuve de la Coupe du monde de cyclisme 2003. L'Italien Paolo Bettini (Quick Step-Davitamon) s'est imposé au sprint devant Davide Rebellin et Jan Ullrich.

## Classement final
|    | Coureur           | Pays      | Équipe                   | Temps           |
| -- | ----------------- | --------- | ------------------------ | --------------- |
| 1  | Paolo Bettini     | Italie    | Quick Step-Davitamon     | 5 h 58 min 20 s |
| 2  | Davide Rebellin   | Italie    | Gerolsteiner             | m.t.            |
| 3  | Jan Ullrich       | Allemagne | Team Bianchi             | m.t.            |
| 4  | Igor Astarloa     | Espagne   | Saeco Macchine per Caffè | m.t.            |
| 5  | Mirko Celestino   | Italie    | Saeco Macchine per Caffè | m.t.            |
| 6  | Erik Zabel        | Allemagne | Team Telekom             | à 3 s           |
| 7  | Fabio Baldato     | Italie    | Alessio                  | m.t.            |
| 8  | Giovanni Lombardi | Italie    | Domina Vacanze-Elitron   | m.t.            |
| 9  | Stefano Zanini    | Italie    | Saeco Macchine per Caffè | m.t.            |
| 10 | Andrea Ferrigato  | Italie    | Alessio                  | m.t.            |